# Images (Lucio Battisti)
Images è un album discografico di Lucio Battisti, pubblicato negli Stati Uniti nell'agosto 1977 e in Italia a settembre dall'etichetta discografica RCA Victor.

## Descrizione
Venne inciso espressamente per il mercato statunitense. Non conteneva brani inediti ma cinque versioni in lingua inglese di canzoni tratte da Io tu noi tutti (Amarsi un po', Ho un anno di più, Sì, viaggiare, Neanche un minuto di "non amore" e Soli) e le riprese, sempre in inglese, di due "classici" (Il mio canto libero e La canzone del sole).

## Accoglienza
Il gradimento dell'album fu molto basso. Secondo i critici di allora si trattava di un lavoro troppo "all'italiana" (sia dal punto di vista musicale che dal punto di vista dell'accento di Battisti) che sicuramente non coincideva con i gusti del mercato statunitense.
Images fu il 59º album più venduto in Italia nel 1977, raggiungendo come picco nella classifica settimanale l'undicesimo posto.
Fu ritirato dal mercato italiano poco dopo la sua uscita, e a causa della sua rarità guadagnò un alto valore collezionistico fino alla sua ripubblicazione nel 1998.

## Tracce
Lato A
Testi di Mogol e Peter Powell, musiche di Lucio Battisti.
1. To Feel in Love – 5:07 – (Amarsi un po')
2. A Song to Feel Alive – 4:35 – (Il mio canto libero)
3. The Only Thing I've Lost – 4:58 – (Ho un anno di più)
4. Keep on Cruising – 4:35 – (Sì, viaggiare)

Lato B
Testi di Mogol e Peter Powell eccetto dove indicato, musiche di Lucio Battisti.
1. The Sun Song – 5:13 – (La canzone del sole)
2. There's Never Been a Moment – 4:48 (testo: Mogol, Peter Powell, Hank Hunter) – (Neanche un minuto di "non amore")
3. Only – 4:41 – (Soli)

## Formazione
- Lucio Battisti – voce, cori, chitarra elettrica, chitarra acustica
- Dennis Budimir – chitarra acustica
- Ray Parker Jr. – chitarra elettrica
- Mike Melvoin – tastiera, sintetizzatore, pianoforte, Fender Rhodes
- Dennis Budimir – chitarra elettrica
- Michael Boddicker – sintetizzatore, pianoforte, Fender Rhodes
- Danny Ferguson – chitarra elettrica
- Scotty Edwards – basso
- Ed Greene – batteria
- Hugh Bullen – basso
- Hal Blaine – batteria
- Jim Hughart – basso